# The Voice Kids (2.ª temporada)
A segunda temporada do The Voice Kids, versão infantil do talent show brasileiro The Voice Brasil, estreou em 8 de janeiro de 2017 e terminou em 2 de abril de 2017, sendo transmitida pela Rede Globo. A temporada teve a apresentação de André Marques e Thalita Rebouças (nos bastidores) e contou com Carlinhos Brown, Ivete Sangalo e Victor & Leo como técnicos.
Na final do programa, ficaram Juan Carlos Poca (Time Victor & Leo), Thomas Machado (Time Ivete Sangalo) e Valentina Francisco (Time Carlinhos Brown). O gaúcho Thomas Machado, do time de Ivete Sangalo, venceu a temporada com 52,48% dos votos.

## Técnicos e apresentadores
A segunda temporada do programa conta com
Ivete Sangalo, Carlinhos Brown e Victor & Leo que retornam como técnicos. Já a apresentação fica sob o comando de André Marques substituindo Tiago Leifert que deixou o programa para assumir o lugar de Pedro Bial no Big Brother Brasil e Thalita Rebouças substituindo Kika Martinez nos bastidores.

## Episódios

### Episódio 1: Audições às Cegas, Parte 1 (8 de janeiro de 2017)
Legenda
| Ordem | Competidor          | Idade | Cidade                   | Canção              | Escolha dos técnicos e competidores | Escolha dos técnicos e competidores | Escolha dos técnicos e competidores |
| Ordem | Competidor          | Idade | Cidade                   | Canção              | Victor & Leo                        | Ivete                               | Brown                               |
| ----- | ------------------- | ----- | ------------------------ | ------------------- | ----------------------------------- | ----------------------------------- | ----------------------------------- |
| 1     | Franciele Fernanda  | 14    | Rio de Janeiro, RJ       | "Maria, Maria"      | —                                   | ✔                                   | ✔                                   |
| 2     | Flávia Scanuffo     | 10    | São José dos Pinhais, PR | "Splish Splash"     | ✔                                   | ✔                                   | ✔                                   |
| 3     | João Vitor Mafra    | 10    | Mogi das Cruzes, SP      | "Ben"               | ✔                                   | —                                   | ✔                                   |
| 4     | Luis Arthur Seidel  | 12    | Guaíba, RS               | "My Girl"           | ✔                                   | ✔                                   | ✔                                   |
| 5     | Amanda Nunes        | 10    | Ribeirão das Neves, MG   | "Vai Dar Sim"       | —                                   | —                                   | —                                   |
| 6     | Valentina Francisco | 11    | Petrópolis, RJ           | "Rock and Roll"     | ✔                                   | ✔                                   | ✔                                   |
| 7     | Allexandre Nunes    | 13    | Fortaleza, CE            | "Vai Me Perdoando"  | ✔                                   | —                                   | ✔                                   |
| 8     | Thomas Machado      | 9     | Estância Velha, RS       | "Beijinho Doce"     | ✔                                   | ✔                                   | ✔                                   |
| 9     | Ystefani            | 15    | Paranaguá, PR            | "Amanheceu"         | ✔                                   | ✔                                   | ✔                                   |
| 10    | Giovana Galdino     | 9     | Rio de Janeiro, RJ       | "Gostoso Veneno"    | —                                   | —                                   | ✔                                   |
| 11    | Luisa Rossoni       | 14    | Tucunduva, RS            | "Hit the Road Jack" | —                                   | —                                   | —                                   |
| 12    | Maria Vittória      | 12    | Iconha, ES               | "Aguas de Março"    | ✔                                   | ✔                                   | ✔                                   |
| 13    | Juan Carlos Poca    | 14    | Foz do Iguaçu, PR        | "Cê Que Sabe"       | ✔                                   | —                                   | —                                   |

### Episódio 2: Audições às Cegas, Parte 2 (15 de janeiro de 2017)
| Ordem | Competidor          | Idade | Cidade                    | Canção                                 | Escolha dos técnicos e competidores | Escolha dos técnicos e competidores | Escolha dos técnicos e competidores |
| Ordem | Competidor          | Idade | Cidade                    | Canção                                 | Victor & Leo                        | Ivete                               | Brown                               |
| ----- | ------------------- | ----- | ------------------------- | -------------------------------------- | ----------------------------------- | ----------------------------------- | ----------------------------------- |
| 1     | Letícia Correa      | 15    | São Paulo, SP             | "Sozinho"                              | ✔                                   | ✔                                   | ✔                                   |
| 2     | Júlia Paz           | 14    | Sorriso, MT               | "Casinha Branca"                       | —                                   | —                                   | ✔                                   |
| 3     | Arthur Lima         | 9     | Sapucaia do Sul, RS       | "Tempos Modernos"                      | —                                   | —                                   | ✔                                   |
| 4     | Anna Lira           | 10    | Porto Alegre, RS          | "Ciranda da Bailarina"                 | ✔                                   | ✔                                   | ✔                                   |
| 5     | Luiz Ricardo        | 14    | São Gonçalo, RJ           | "No Meu Coração Você Vai Sempre Estar" | ✔                                   | —                                   | —                                   |
| 6     | Vitória Carolina    | 11    | Sete Lagoas, MG           | "Domingo de Manhã"                     | —                                   | —                                   | —                                   |
| 7     | Tetê Prezoto        | 13    | Campos do Jordão, SP      | "Seria Tão Facil / So Easy"            | ✔                                   | ✔                                   | ✔                                   |
| 8     | Maria Alice         | 11    | Santana do Livramento, RS | "Estoy Aqui"                           | ✔                                   | —                                   | —                                   |
| 9     | Duda Castro         | 13    | Goiânia, GO               | "Se Olha No Espelho"                   | —                                   | —                                   | ✔                                   |
| 10    | Bia Gomes           | 15    | São José de Piranhas, PB  | "Tente Outra Vez"                      | —                                   | —                                   | —                                   |
| 11    | Lucas Hernandes     | 9     | Santo Cristo, RS          | "Escândalo de Amor"                    | ✔                                   | —                                   | ✔                                   |
| 12    | Sabrina Meireles    | 14    | Brasília, DF              | "Every Breath You Take"                | —                                   | ✔                                   | —                                   |
| 13    | Mariana de Medeiros | 11    | Curitiba, PR              | "Eu Só Queria Te Amar"                 | ✔                                   | —                                   | —                                   |
| 14    | Nuyanne Aires       | 14    | Palmas, TO                | "Esse Amor Tão Errado"                 | —                                   | —                                   | —                                   |
| 15    | Clarinha Saldanha   | 11    | Brasília, DF              | "Can't Remember to Forget You"         | ✔                                   | ✔                                   | ✔                                   |

### Episódio 3: Audições às Cegas, Parte 3 (22 de janeiro de 2017)
| Ordem | Competidor           | Idade | Cidade             | Canção                                | Escolha dos técnicos e competidores | Escolha dos técnicos e competidores | Escolha dos técnicos e competidores |
| Ordem | Competidor           | Idade | Cidade             | Canção                                | Victor & Leo                        | Ivete                               | Brown                               |
| ----- | -------------------- | ----- | ------------------ | ------------------------------------- | ----------------------------------- | ----------------------------------- | ----------------------------------- |
| 1     | Ana Clara            | 11    | Cuiabá, MT         | "Cry Me a River"                      | ✔                                   | ✔                                   | ✔                                   |
| 2     | Lucas Viola          | 12    | Araporã, MG        | "O Campeão"                           | ✔                                   | ✔                                   | ✔                                   |
| 3     | Duda Bonini          | 10    | Salvador, BA       | "Coisa Linda"                         | ✔                                   | ✔                                   | ✔                                   |
| 4     | Laura Castro         | 14    | São Paulo, SP      | "Apologize"                           | —                                   | ✔                                   | ✔                                   |
| 5     | Iago Iha             | 13    | Mairiporã, SP      | "When I Was Your Man"                 | —                                   | —                                   | —                                   |
| 6     | Kriscia Incerti      | 12    | Uberlândia, MG     | "Admirável Gado Novo"                 | —                                   | —                                   | ✔                                   |
| 7     | Joyce Mendes         | 12    | Itajubá, MG        | "Tudo que Se Quer (All I Ask of You)" | —                                   | —                                   | ✔                                   |
| 8     | Amanda Lampert       | 15    | Porto Alegre, RS   | "Whataya Want from Me"                | —                                   | —                                   | ✔                                   |
| 9     | Ana Rabelo           | 10    | Novo Hamburgo, RS  | "Eu Quero, Eu Gosto"                  | —                                   | —                                   | —                                   |
| 10    | Isadora Ferreira     | 9     | Contagem, MG       | "O Canto das Três Raças"              | —                                   | —                                   | ✔                                   |
| 11    | João Pedro Locatelli | 13    | Realeza, PR        | "60 Dias Apaixonado"                  | ✔                                   | —                                   | ✔                                   |
| 12    | Júlio Olivieri       | 11    | São Paulo, SP      | "O Caderno"                           | —                                   | —                                   | —                                   |
| 13    | Gabi Borges          | 13    | Belo Horizonte, MG | "Bust Your Windows"                   | ✔                                   | —                                   | ✔                                   |
| 14    | Hadassa Priscila     | 11    | Montes Claros, MG  | "Era Uma Vez"                         | —                                   | ✔                                   | —                                   |

### Episódio 4: Audições às Cegas, Parte 4 (29 de janeiro de 2017)
| Ordem | Competidor           | Idade | Cidade                       | Canção                         | Escolha dos técnicos e competidores | Escolha dos técnicos e competidores | Escolha dos técnicos e competidores |
| Ordem | Competidor           | Idade | Cidade                       | Canção                         | Victor & Leo                        | Ivete                               | Brown                               |
| ----- | -------------------- | ----- | ---------------------------- | ------------------------------ | ----------------------------------- | ----------------------------------- | ----------------------------------- |
| 1     | Lawany Ferreira      | 15    | São Sebastião do Paraíso, MG | "Something Got a Hold on Me"   | ✔                                   | ✔                                   | ✔                                   |
| 2     | Lara Valente         | 13    | Resende, RJ                  | "Onde Anda Você"               | ✔                                   | ✔                                   | ✔                                   |
| 3     | Kailane Muniz        | 14    | Queimados, RJ                | "Versos Simples"               | ✔                                   | ✔                                   | ✔                                   |
| 4     | Mayra Rodrigues      | 15    | Divinópolis, MG              | "No Dia Em que Eu Saí de Casa" | ✔                                   | —                                   | —                                   |
| 5     | Laura Bechler        | 10    | Porto Alegre, RS             | "A Menina Dança"               | —                                   | —                                   | ✔                                   |
| 6     | Yasmim Duarte        | 13    | Ituiutaba, MG                | "Por Enquanto"                 | ✔                                   | —                                   | —                                   |
| 7     | Larissa Molinari     | 13    | Santa Helena de Goiás, GO    | "When We Were Young"           | —                                   | —                                   | —                                   |
| 8     | Letícia Santos       | 9     | Recife, PE                   | "O Leãozinho"                  | ✔                                   | —                                   | ✔                                   |
| 9     | Marco Souzza         | 12    | Ibirité, MG                  | "Porque Homem não Chora"       | ✔                                   | —                                   | —                                   |
| 10    | Emellyn Syang        | 14    | Estância, SE                 | "Coleção"                      | —                                   | ✔                                   | ✔                                   |
| 11    | Tayná Delfino        | 11    | Moema, MG                    | "Minha Felicidade"             | —                                   | —                                   | ✔                                   |
| 12    | Marcela Morais       | 14    | Belo Horizonte, MG           | "Flor e o Beija-Flor"          | ✔                                   | —                                   | —                                   |
| 13    | Melissa Noemy        | 15    | Campinas, SP                 | "Sangrando"                    | ✔                                   | ✔                                   | ✔                                   |
| 14    | Maria Rita Cerqueira | 12    | Imperatriz, MA               | "Ainda Bem"                    | —                                   | —                                   | —                                   |
| 15    | Bella Alencar        | 12    | Aparecida de Goiânia, GO     | "Que Sorte a Nossa"            | —                                   | ✔                                   | —                                   |

### Episódio 5: Audições às Cegas, Parte 5 (5 de fevereiro de 2017)
| Ordem | Competidor        | Idade | Cidade                      | Canção                   | Escolha dos técnicos e competidores | Escolha dos técnicos e competidores | Escolha dos técnicos e competidores |
| Ordem | Competidor        | Idade | Cidade                      | Canção                   | Victor & Leo                        | Ivete                               | Brown                               |
| ----- | ----------------- | ----- | --------------------------- | ------------------------ | ----------------------------------- | ----------------------------------- | ----------------------------------- |
| 1     | Kaio Fernandes    | 11    | Governador Valadares, MG    | "Fogão de Lenha"         | —                                   | —                                   | ✔                                   |
| 2     | Gabi Morato       | 13    | Patos de Minas, MG          | "Hollywood"              | ✔                                   | ✔                                   | ✔                                   |
| 3     | Denise Salvi      | 15    | Rio de Janeiro, RJ          | "One and Only"           | —                                   | —                                   | ✔                                   |
| 4     | Luiza Savattone   | 13    | Teresópolis, RJ             | "Almost is Never Enough" | —                                   | ✔                                   | ✔                                   |
| 5     | Bia Vidal         | 12    | Valparaíso, GO              | "Jeito de Mato"          | —                                   | —                                   | —                                   |
| 6     | Sophia Marins     | 9     | Cachoeiro de Itapemirim, ES | "Tudo Pode Mudar"        | ✔                                   | —                                   | —                                   |
| 7     | Mila Marinho      | 15    | Natal, RN                   | "Titanium"               | —                                   | —                                   | ✔                                   |
| 8     | Luiza Gattai      | 9     | São Paulo, SP               | "Felicidade"             | —                                   | —                                   | ✔                                   |
| 9     | Júlia Tavares     | 14    | São Gonçalo, RJ             | "Stone Cold"             | —                                   | ✔                                   | ✔                                   |
| 10    | Gui Marques       | 14    | Goiânia, GO                 | "Você Mudou"             | ✔                                   | —                                   | —                                   |
| 11    | Juliana Gorito    | 14    | Cabo Frio, RJ               | "Put Your Records On"    | —                                   | ✔                                   | ✔                                   |
| 12    | Isabelle Mottini  | 15    | Porto Alegre, RS            | "Ando Meio Desligado"    | —                                   | —                                   | —                                   |
| 13    | Lucas Vasconcelos | 14    | Conselheiro Lafaiete, MG    | "All Star"               | ✔                                   | —                                   | ✔                                   |
| 14    | Steici Lauser     | 15    | Sapiranga, RS               | "Rise Up"                | ✔                                   | ✔                                   | ✔                                   |

### Episódio 6: Audições às Cegas, Parte 6 (12 de fevereiro de 2017)
| Ordem | Competidor        | Idade | Cidade                     | Canção                     | Escolha dos técnicos e competidores | Escolha dos técnicos e competidores | Escolha dos técnicos e competidores |
| Ordem | Competidor        | Idade | Cidade                     | Canção                     | Victor & Leo                        | Ivete                               | Brown                               |
| --- | ----------------- | ----- | -------------------------- | -------------------------- | ----------------------------------- | ----------------------------------- | ----------------------------------- |
| 1 | Sofia Nunes       | 12    | Caruaru, PE                | "Admirável Chip Novo"      | —                                   | ✔                                   | ✔                                   |
| 2 | Julia Gold        | 15    | São Leopoldo, RS           | "Secret Love Song"         | —                                   | —                                   | —                                   |
| 3 | Isa Pagnota       | 11    | Valinhos, SP               | "Dancin' Days"             | —                                   | —                                   | ✔                                   |
| 4 | Giulia Soncini    | 12    | Florianópolis, SC          | "Fascinação"               | ✔                                   | —                                   | ✔                                   |
| 5 | Mari Ribeiro      | 15    | Juazeiro, BA               | "De Quem é a Culpa"        | —                                   | —                                   | —                                   |
| 6 | Luna Pietá        | 12    | Boa Vista, RR              | "Pra Você Dar o Nome"      | ✔                                   | —                                   | —                                   |
| 7 | Welry Alves       | 12    | Uberlândia, MG             | "Maluco Beleza"            | —                                   | —                                   | ✔                                   |
| 8 | Laura D'Ávilla    | 14    | Belo Horizonte, MG         | "Erva Venenosa             | ✔                                   | —                                   | —                                   |
| 9 | Everson Silva     | 15    | Alagoa Grande, PB          | "Coisas de Quem Ama"       | —                                   | —                                   | —                                   |
| 10 | Isabela Bednarski | 14    | Marmeleiro, PR             | "As Quatro Estações"       | —                                   | ✔                                   | —                                   |
| 11 | Marcella Bártholo | 15    | Manaus, AM                 | "I Put a Spell on You"     | ✔                                   | —                                   | —                                   |
| 12 | Thay Araújo       | 14    | Andirá, PR                 | "Na Linha do Tempo"        | ✔                                   | —                                   | —                                   |
| 13 | Isabelle Kaffer   | 14    | Campinas, SP               | "Quando a Chuva Passar"    | —                                   | ✔                                   | —                                   |
| 14 | Bia Soares        | 14    | Pinhais, PR                | "Home"                     | —                                   | Time completo                       | —                                   |
| 15 | Micaella Marinho  | 15    | Passos, MG                 | "Além do Arco-Íris"        | ✔                                   | Time completo                       | ✔                                   |
| 16 | Bruna Rocha       | 11    | Porto Nacional, TO         | "Eu Vou Seguir (Reach)"    | ✔                                   | Time completo                       | —                                   |
| 17 | Raquel Maressa    | 11    | São Joaquim da Barra, SP   | "A Paz"                    | Time completo                       | Time completo                       | —                                   |
| 18 | Bruno Pastori     | 13    | Santo Antônio de Jesus, BA | "Onde Deus Possa Me Ouvir" | Time completo                       | Time completo                       | ✔                                   |
| Designação "N/A" em "Escolha dos técnicos e competidores" significa que o time do técnico já estava completo |                   |       |                            |                            |                                     |                                     |                                     |

### Episódios 7 a 9: Batalhas (19 de fevereiro a 5 de março de 2017)
Legenda
Performances
- "Seus Planos" - Ivete Sangalo
- "Você Merece Samba" - Carlinhos Brown

| Episódio | Técnico         | Ordem | Vencedor(es)        | Canção                       | Eliminados           | Eliminados        |
| -------- | --------------- | ----- | ------------------- | ---------------------------- | -------------------- | ----------------- |
| 7        | Victor & Leo    | 1     | Letícia Correa      | "That's My Girl"             | Marcella Bártholo    | Micaella Marinho  |
| 7        | Ivete Sangalo   | 2     | Luis Arthur Seidel  | "Mesmo Sem Estar"            | Bella Alencar        | Gabi Morato       |
| 7        | Carlinhos Brown | 3     | Isadora Ferreira    | "Falsa Baiana"               | Giovana Galdino      | Laura Bechler     |
| 7        | Victor & Leo    | 4     | Lucas Vasconcelos   | "De Janeiro a Janeiro"       | Bruna Rocha          | Yasmim Duarte     |
| 7        | Ivete Sangalo   | 5     | Tetê Prezoto        | "Desperdiçou"                | Melissa Noemy        | Ystefani          |
| 7        | Carlinhos Brown | 6     | Júlia Paz           | "Amor I Love You"            | Lara Valente         | Maria Vittoria    |
| 7        | Ivete Sangalo   | 7     | Laura Castro        | "Jardins da Babilônia"       | Juliana Gorito       | Luiza Savattone   |
| 7        | Victor & Leo    | 8     | Juan Carlos Poca    | "Evidências"                 | Allexandre Nunes     | Thay Araújo       |
|          |                 |       |                     |                              |                      |                   |
| 8        | Carlinhos Brown | 1     | Brunno Pastori      | "I Want You Back"            | Arthur Lima          | João Vitor Mafra  |
| 8        | Victor & Leo    | 2     | Giulia Soncini      | "One Last Time"              | Laura D´Ávila        | Luiz Ricardo      |
| 8        | Ivete Sangalo   | 3     | Thomas Machado      | "A Banda"                    | Anna Lira            | Flávia Scanuffo   |
| 8        | Carlinhos Brown | 4     | Kaio Fernandes      | "Pense em Mim"               | Kriscia Incerti      | Welry Lemos       |
| 8        | Ivete Sangalo   | 5     | Júlia Tavares       | "Diamonds"                   | Lawany Ferreira      | Sabrina Meireles  |
| 8        | Carlinhos Brown | 6     | Joyce Mendes        | "Olha o que o Amor Me Faz"   | Duda Castro          | Gabi Borges       |
| 8        | Victor & Leo    | 7     | Maria Alice         | "Zero a Dez"                 | Marcela Morais       | Mayra Rodrigues   |
| 8        | Ivete Sangalo   | 8     | Franciele Fernanda  | "Vapor Barato"               | Isabelle Kaffer      | Kailane Muniz     |
|          |                 |       |                     |                              |                      |                   |
| 9        | Carlinhos Brown | 1     | Valentina Francisco | "Esse Tal de Rock Enrow"     | Amanda Lampert       | Emellyn Syang     |
| 9        | Ivete Sangalo   | 2     | Duda Bonini         | "Meteoro"                    | Isabela Bednarski    | Sofia Nunes       |
| 9        | Victor & Leo    | 3     | Lucas Viola         | "Triste Berrante"            | Lucas Hernandes      | Luna Pietá        |
| 9        | Carlinhos Brown | 4     | Luiza Gattai        | "Aquarela"                   | Isa Pagnota          | Tayná Delfino     |
| 9        | Victor & Leo    | 5     | Gui Marques         | "Não Aprendi a Dizer Adeus"  | João Pedro Locatelli | Marco Souzza      |
| 9        | Carlinhos Brown | 6     | Denise Salvi        | "Can't Stop the Feeling!"    | Mila Marinho         | Steici Lauser     |
| 9        | Victor & Leo    | 7     | Mariana de Medeiros | "Porque Eu Sei o Que é Amor" | Letícia Santos       | Sophia Marins     |
| 9        | Ivete Sangalo   | 8     | Ana Clara           | "O Trenzinho do Caipira"     | Clarinha Saldanha    | Hadassa Priscilla |

### Episódio 10: Shows ao vivo - Quartas de Final, Parte 1 (12 de março de 2017)
Legenda
| Ordem | Técnico         | Competidor        | Canção                                    | Resultado             |
| ----- | --------------- | ----------------- | ----------------------------------------- | --------------------- |
| 1     | Carlinhos Brown | Brunno Pastori    | "Sugar"                                   | Voto do público (35%) |
| 2     | Carlinhos Brown | Denise Salvi      | "A Sua"                                   | Eliminada             |
| 3     | Carlinhos Brown | Isadora Ferreira  | "Vou Deitar e Rolar (Qua Qua Ra Qua Qua)" | Salva pelo técnico    |
| 4     | Carlinhos Brown | Luiza Gattai      | "João e Maria"                            | Eliminada             |
| 5     | Victor & Leo    | Giulia Soncini    | "We Don't Talk Anymore"                   | Salva pelos técnicos  |
| 6     | Victor & Leo    | Gui Marques       | "Enamorado"                               | Eliminado             |
| 7     | Victor & Leo    | Juan Carlos Poca  | "É o Amor"                                | Voto do público (58%) |
| 8     | Victor & Leo    | Lucas Vasconcelos | "You Shook Me All Night Long"             | Eliminado             |
| 9     | Ivete Sangalo   | Ana Clara         | "Don't Know Why"                          | Eliminada             |
| 10    | Ivete Sangalo   | Duda Bonini       | "Dona Cila"                               | Eliminada             |
| 11    | Ivete Sangalo   | Tetê Prezoto      | "A Lua e Eu"                              | Salva pela técnica    |
| 12    | Ivete Sangalo   | Thomas Machado    | "O Menino da Porteira"                    | Voto do público (70%) |

### Episódio 11: Shows ao vivo - Quartas de Final, Parte 2 (19 de março de 2017)
| Ordem | Técnico         | Competidor          | Canção                             | Resultado             |
| ----- | --------------- | ------------------- | ---------------------------------- | --------------------- |
| 1     | Victor & Leo    | Letícia Correa      | "Hello"                            | Voto do público (32%) |
| 2     | Victor & Leo    | Lucas Viola         | "Nuvem de Lágrimas"                | Salvo pelos técnicos  |
| 3     | Victor & Leo    | Maria Alice         | "Chocolate"                        | Eliminada             |
| 4     | Victor & Leo    | Mariana de Medeiros | "Trem Bala"                        | Eliminada             |
| 5     | Ivete Sangalo   | Franciele Fernanda  | "Se Eu Quiser Falar Com Deus"      | Salva pela técnica    |
| 6     | Ivete Sangalo   | Júlia Tavares       | "Piloto Automático"                | Eliminada             |
| 7     | Ivete Sangalo   | Laura Castro        | "Pra Rua Me Levar"                 | Eliminada             |
| 8     | Ivete Sangalo   | Luis Arthur Seidel  | "Thinking Out Loud"                | Voto do público (53%) |
| 9     | Carlinhos Brown | Joyce Mendes        | "I Have Nothing"                   | Voto do público (32%) |
| 10    | Carlinhos Brown | Júlia Paz           | "Wave"                             | Eliminada             |
| 11    | Carlinhos Brown | Kaio Fernandes      | "O Portão"                         | Eliminado             |
| 12    | Carlinhos Brown | Valentina Francisco | "Vem Quente Que Eu Estou Fervendo" | Salva pelo técnico    |

### Episódio 12: Shows ao vivo - Semifinal (26 de março de 2017)
Legenda
| Ordem | Técnico         | Competidor          | Canção                        | Resultado (pontos) | Resultado (pontos) | Resultado (pontos) |
| Ordem | Técnico         | Competidor          | Canção                        | Público            | Técnico            | Total              |
| ----- | --------------- | ------------------- | ----------------------------- | ------------------ | ------------------ | ------------------ |
| 1     | Carlinhos Brown | Brunno Pastori      | "Dê um Rolê"                  | 20                 | 0                  | 20                 |
| 2     | Carlinhos Brown | Isadora Ferreira    | "Para Lennon e McCartney"     | 22                 | 0                  | 22                 |
| 3     | Carlinhos Brown | Joyce Mendes        | "Inesquecível"                | 30                 | 0                  | 30                 |
| 4     | Carlinhos Brown | Valentina Francisco | "Maybe"                       | 28                 | 30                 | 58                 |
| 5     | Victor & Leo    | Giulia Soncini      | "Ave Maria"                   | 19                 | 0                  | 19                 |
| 6     | Victor & Leo    | Juan Carlos Poca    | "Desculpe, Mas Eu Vou Chorar" | 61                 | 30                 | 91                 |
| 7     | Victor & Leo    | Letícia Correa      | "Ficar com Você"              | 10                 | 0                  | 10                 |
| 8     | Victor & Leo    | Lucas Viola         | "Majestade, o Sabiá"          | 10                 | 0                  | 10                 |
| 9     | Ivete Sangalo   | Franciele Fernanda  | "Alô, Alô Marciano"           | 10                 | 0                  | 10                 |
| 10    | Ivete Sangalo   | Luis Arthur Seidel  | "Me Espera"                   | 26                 | 0                  | 26                 |
| 11    | Ivete Sangalo   | Tetê Prezoto        | "True Colors"                 | 7                  | 0                  | 7                  |
| 12    | Ivete Sangalo   | Thomas Machado      | "No Rancho Fundo"             | 57                 | 30                 | 87                 |

### Episódio 13: Shows ao vivo - Final (2 de abril de 2017)
Legenda
| Técnico         | Competidor          | Ordem | Canção Solo     | Ordem | Canção do Dueto                        | Ordem | Canção Solo          | Resultado         |
| --------------- | ------------------- | ----- | --------------- | ----- | -------------------------------------- | ----- | -------------------- | ----------------- |
| Victor & Leo    | Juan Carlos Poca    | 1     | "Sinônimos"     | 4     | "Momentos" (com Leo Chaves)            | 7     | "Coração Sertanejo"  | Finalista         |
| Ivete Sangalo   | Thomas Machado      | 2     | "Asa Branca"    | 5     | "Completo" (com Ivete Sangalo)         | 8     | "Planeta Água"       | Vencedor (52,48%) |
| Carlinhos Brown | Valentina Francisco | 3     | "Tempo Perdido" | 6     | "Anjo da Guarda" (com Carlinhos Brown) | 9     | "Livin' on a Prayer" | Finalista         |

| Ordem | Artistas                            | Canção                |
| ----- | ----------------------------------- | --------------------- |
| 1     | Finalistas                          | "Lindo Balão Azul"    |
| 2     | Juan Carlos Poca e Allexandre Nunes | "Estou Apaixonado"    |
| 3     | Thomas Machado e Flávia Scanuffo    | "Esperando na Janela" |
| 4     | Valentina Francisco e Emellyn Syang | "À Francesa"          |
| 5     | Mylena Jardim                       | "Saber Amar"          |
| 6     | Finalistas, Técnicos e Convidados   | "Inútil"              |

## Resultados
Legenda
Times
| - Time Victor & Leo - Time Ivete - Time Brown |

Detalhes dos resultados
| - Vencedor - Finalista - Artista foi salvo pelo voto do público - Artista foi salvo pelo seu técnico - Artista não se apresentou - Artista foi eliminado - Artista avançou para a final da temporada - Artista recebeu menos pontos e foi eliminado |

| Artista | Artista             | Semana 1  | Semana 2              | Semana 3              | Semana 4              |
| ------- | ------------------- | --------- | --------------------- | --------------------- | --------------------- |
|         | Thomas Machado      | Salvo     |                       | Salvo                 | Vencedor (Final)      |
|         | Juan Carlos Poca    | Salvo     |                       | Salvo                 | Finalistas (Final)    |
|         | Valentina Francisco |           | Salva                 | Salva                 | Finalistas (Final)    |
|         | Brunno Pastori      | Salvo     |                       | Eliminado             | Eliminados (Semana 3) |
|         | Franciele Fernanda  |           | Salva                 | Eliminada             | Eliminados (Semana 3) |
|         | Giulia Soncini      | Salva     |                       | Eliminada             | Eliminados (Semana 3) |
|         | Isadora Ferreira    | Salva     |                       | Eliminada             | Eliminados (Semana 3) |
|         | Joyce Mendes        |           | Salva                 | Eliminada             | Eliminados (Semana 3) |
|         | Letícia Correa      |           | Salva                 | Eliminada             | Eliminados (Semana 3) |
|         | Lucas Viola         |           | Salvo                 | Eliminado             | Eliminados (Semana 3) |
|         | Luis Arthur Seidel  |           | Salvo                 | Eliminado             | Eliminados (Semana 3) |
|         | Tetê Prezoto        | Salva     |                       | Eliminada             | Eliminados (Semana 3) |
|         | Júlia Paz           |           | Eliminada             | Eliminados (Semana 2) | Eliminados (Semana 2) |
|         | Júlia Tavares       |           | Eliminada             | Eliminados (Semana 2) | Eliminados (Semana 2) |
|         | Kaio Fernandes      |           | Eliminado             | Eliminados (Semana 2) | Eliminados (Semana 2) |
|         | Laura Castro        |           | Eliminada             | Eliminados (Semana 2) | Eliminados (Semana 2) |
|         | Maria Alice         |           | Eliminada             | Eliminados (Semana 2) | Eliminados (Semana 2) |
|         | Mariana de Medeiros |           | Eliminada             | Eliminados (Semana 2) | Eliminados (Semana 2) |
|         | Ana Clara           | Eliminada | Eliminados (Semana 1) | Eliminados (Semana 1) | Eliminados (Semana 1) |
|         | Denise Salvi        | Eliminada | Eliminados (Semana 1) | Eliminados (Semana 1) | Eliminados (Semana 1) |
|         | Duda Bonini         | Eliminada | Eliminados (Semana 1) | Eliminados (Semana 1) | Eliminados (Semana 1) |
|         | Gui Marques         | Eliminado | Eliminados (Semana 1) | Eliminados (Semana 1) | Eliminados (Semana 1) |
|         | Lucas Vasconcelos   | Eliminado | Eliminados (Semana 1) | Eliminados (Semana 1) | Eliminados (Semana 1) |
|         | Luiza Gattai        | Eliminada | Eliminados (Semana 1) | Eliminados (Semana 1) | Eliminados (Semana 1) |

## Times
Legenda
     – Vencedor(a)
     – Finalista
     – Eliminado(a) na semifinal
     – Eliminado(a) nas rodada de apresentações ao vivo
     – Eliminado(a) na rodada de batalhas
| Victor & Leo        |                    |                      |                     |
| Juan Carlos Poca    | Giulia Soncini     | Letícia Correa       | Lucas Viola         |
| Gui Marques         | Lucas Vasconcelos  | Maria Alice          | Mariana de Medeiros |
| Allexandre Nunes    | Bruna Rocha        | João Pedro Locatelli | Laura D'Avila       |
| Letícia Santos      | Lucas Hernandes    | Luiz Ricardo         | Luna Pietá          |
| Marcela Morais      | Marcella Bártholo  | Marco Souzza         | Mayra Rodrigues     |
| Micaella Marinho    | Sophia Marins      | Thay Araújo          | Yasmin Duarte       |
| Ivete Sangalo       |                    |                      |                     |
| Thomas Machado      | Franciele Fernanda | Luis Arthur Seidel   | Tetê Prezoto        |
| Ana Clara           | Duda Bonini        | Júlia Tavares        | Laura Castro        |
| Anna Lira           | Bella Alencar      | Clarinha Saldanha    | Flávia Scanuffo     |
| Gabi Morato         | Hadassa Priscila   | Isabela Bednarski    | Isabella Kaffer     |
| Juliana Gorito      | Kailane Muniz      | Lawany Ferreira      | Luiza Savattone     |
| Melissa Noemy       | Sabrina Meireles   | Sofia Nunes          | Ystefani            |
| Carlinhos Brown     |                    |                      |                     |
| Valentina Francisco | Brunno Pastori     | Isadora Ferreira     | Joyce Mendes        |
| Denise Salvi        | Júlia Paz          | Kaio Fernandes       | Luiza Gattai        |
| Amanda Lampert      | Arthur Lima        | Duda Castro          | Emellyn Syang       |
| Gabi Borges         | Giovana Galdino    | Isa Pagnota          | João Vitor Mafra    |
| Kriscia Incerti     | Lara Valente       | Laura Bechler        | Maria Vittória      |
| Mila Marinho        | Steici Lauser      | Tainá Delfino        | Welry Lemos         |

## Controvérsias
No início do 8º episódio, foi anunciado que Victor pediu afastamento do programa após as denúncias feitas por sua mulher, que teria sofrido agressões por parte dele.
Porém, ele continuaria a aparecer nesse episódio e no subsequente, por já serem gravados, mas o cantor acabou sendo retirado do 8º episódio após edições feitas pela emissora.

## Audiência
Os dados são divulgados pelo IBOPE e se referem ao público da Grande São Paulo. 
| #  | Episódio                                  | Exibição Original       | Audiência (Média Consolidada) | Rank | Fonte  |
| -- | ----------------------------------------- | ----------------------- | ----------------------------- | ---- | ------ |
| 1  | Audições às Cegas, Parte 1                | 8 de janeiro de 2017    | 15.9                          | 1    | [ 7 ]  |
| 2  | Audições às Cegas, Parte 2                | 15 de janeiro de 2017   | 17.0                          | 1    | [ 8 ]  |
| 3  | Audições às Cegas, Parte 3                | 22 de janeiro de 2017   | 18.1                          | 1    | [ 9 ]  |
| 4  | Audições às Cegas, Parte 4                | 29 de janeiro de 2017   | 17.2                          | 1    | [ 10 ] |
| 5  | Audições às Cegas, Parte 5                | 5 de fevereiro de 2017  | 15.9                          | 1    |        |
| 6  | Audições às Cegas, Parte 6                | 12 de fevereiro de 2017 | 15.9                          | 1    |        |
| 7  | Batalhas, Parte 1                         | 19 de fevereiro de 2017 | 16.4                          | 1    |        |
| 8  | Batalhas, Parte 2                         | 26 de fevereiro de 2017 | 15.7                          | 1    |        |
| 9  | Batalhas, Parte 3                         | 5 de março de 2017      | 14.5                          | 1    |        |
| 10 | Shows ao vivo - Quartas de final, Parte 1 | 12 de março de 2017     | 13.9                          | 1    |        |
| 11 | Shows ao vivo - Quartas de final, Parte 2 | 19 de março de 2017     | 14.7                          | 1    |        |
| 12 | Shows ao vivo, Semifinal                  | 26 de março de 2017     | 13.2                          | 1    |        |
| 13 | Shows ao vivo, Final                      | 2 de abril de 2017      | 16.7                          | 1    |        |

- Em 2017, cada ponto equivale a 70.500 domicílios em São Paulo.